# گویش‌های روسی مرکزی

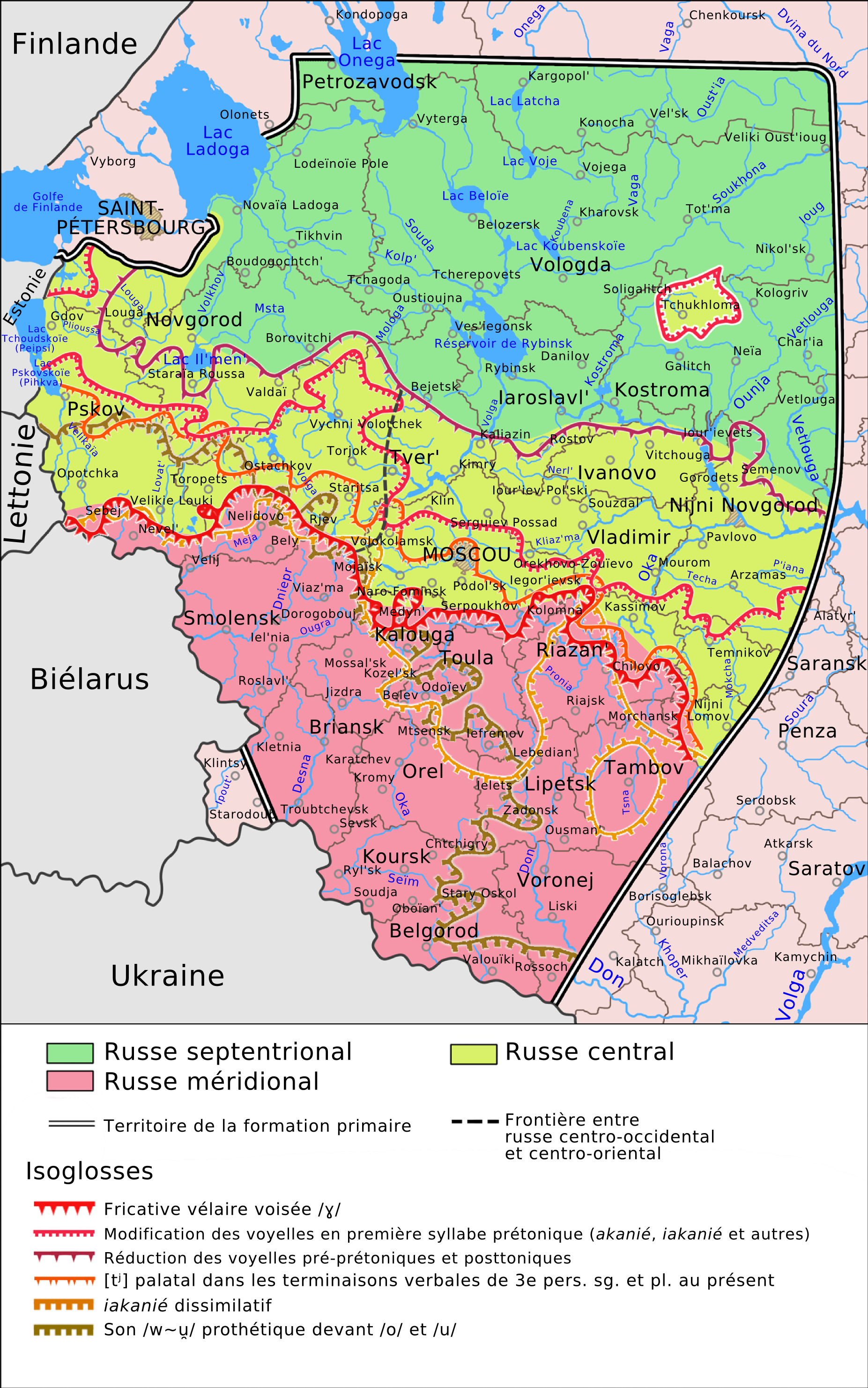
پراکندگی جغرافیایی گویش های روسی مرکزی

گویش‌های روسی مرکزی شماری از گویش های روسی هستند که امروزه توسط جمعیت اندکی بدان ها تکلم می شود.این گویش ها در اصل مربوط به مناطق شمالی روسیه بودند و در این گویش ها تاثیرات گویش‌های جنوبی روسی نیز مشاهده می شود.زبان روسی استاندارد در ابتدا از همین دسته گویش ها بود.